# Asudalyk Aszchabad
Asudalyk Aszchabad (turkm. «Asudalyk» futbol kluby, Aşgabat) – turkmeński klub piłkarski, mający siedzibę w stolicy kraju, Aszchabadzie.
W latach 2000–2004 występował w Ýokary Liga.

## Historia
Chronologia nazw:
- 1995: Galkan Aszchabad (ros. «Галкан» Ашхабад)
- 2003: Asudalyk Aszchabad (ros. «Асудалык» Ашхабад)

Piłkarski klub Galkan został założony w miejscowości Aszchabad w 1995 roku. W 1999 zdobył awans z Pierwszej Ligi i w 2000 debiutował w rozgrywkach Wyższej Ligi Turkmenistanu. Zespół zajął 7.miejsce w końcowej klasyfikacji. W 2003 zmienił nazwę na Asudalyk Aszchabad. Pierwszy sukces przyszedł w 2004, kiedy to zespół został finalistą Pucharu Turkmenistanu. W sezonie 2004 zajął końcowe 6.miejsce, jednak w następnym roku nie przystąpił do rozgrywek i został rozformowany.

## Sukcesy

### Trofea międzynarodowe
Nie uczestniczył w rozgrywkach azjatyckich (stan na 31-12-2015).

### Trofea krajowe
Turkmenistan
| \| \| Zdobyte trofea w rozgrywkach Turkmenistanu (stan na: 31-12-2015) \| |                                                                  |      |            |
| Rozgrywki                                                                 | Osiągnięcie                                                      | Razy | Sezon(y)   |
| Mistrzostwo                                                               | I miejsce                                                        | 0    |            |
| Mistrzostwo                                                               | II miejsce                                                       | 0    |            |
| Mistrzostwo                                                               | III miejsce                                                      | 0    |            |
| Mistrzostwo                                                               | 4.miejsce                                                        | 2    | 2001, 2003 |
| Puchar                                                                    | zdobywca                                                         | 0    |            |
| Puchar                                                                    | finalista                                                        | 1    | 2004       |
| II liga                                                                   | I miejsce                                                        | 0    |            |
| II liga                                                                   | II miejsce                                                       | 1    | 1999       |
| II liga                                                                   | III miejsce                                                      | 0    |            |
| Turkmenistan                                                              | Zdobyte trofea w rozgrywkach Turkmenistanu (stan na: 31-12-2015) |      |            |

## Stadion
Klub rozgrywał swoje mecze domowe na stadionie Dagdan w Aszchabadzie, który może pomieścić 1500 widzów.

## Piłkarze
Znani piłkarze:
- Gahrymanberdi Çoňkaýew
- Mämmedaly Garadanow

## Trenerzy
- 2000:  Amangylyç Koçumow
- 2001:  Baýram Durdyýew

...
- 2004:  Ali Gurbani